# Барбера, Шабер де

Герб семьи Барбера

Шабе́р де Барбе́ра,(фр. Chabert de Barbeira, окс. Xacbert de Barbaira; 1185 — 1275) — феодал, военный лидер сопротивления Окситании в ходе Альбигойского крестового похода, катарский верующий и участник испанской Реконкисты, вассал дома Транкавелей, ярый противник франкского присутствия в Окситании, начиная с Симона де Монфора и заканчивая Людовиком IX.

## Биография
Шабер де Барбера родился в 1185 году в каструме (укреплённой деревне) Барбера у подножия горы Аларик с одноимённым замком, недалеко от Каркассона. Согласно местной окситанской легенде, у подножия горы Аларик покоятся останки короля вестготов Алариха.
Шабер (Ксаверий) был сыном Гильома Шабера де Барбера и дамы де Каваньяк, у него было два брата — Раймунд Эрменгауд и Арнаут Гильом, и сестра Кондорс. Семейство это уже не в первом поколении исповедовало преимущественно к катарское учение.
Замок Керибюс, сеньором которого был де Барбера, сдался королевским войскам только в 1255 году (через 11 лет после Монсегюра), будучи «последним бастионом катаров» и последним оплотом окситанского сопротивления.
Хотя до нас почти не дошли имена рыцарей, оборонявших Каркассон в 1209 году бок о бок с виконтом Раймундом-Роже де Транкавелем, есть все основания предположить, что Шабер де Барбера был среди них. В том же году он теряет и вновь отвоёвывает у франков замок Аларик, но год спустя он снова вынужден отступить. Сеньор де Барбера, однако, не опускает рук — в 1210 году он нападает на замок Монлор, хотя и неуспешно.
Поступив на службу к графу Тулузскому Раймунду VI, Шабер де Барбера участвует в великой обороне Тулузы 1217—1218 годов, где гибнет Симон де Монфор. В 1219 году де Барбера участвует в битве при Безье, победоносной для окситанцев, когда Раймунд Младший с графами де Фуа и де Комменж разбил наголову крестоносцев Амори де Монфора.
Несколько позже сеньор де Барбера, подобно многим другим окситанским файдитам, связывает свою судьбу с графами Руссильона, а также королями Арагона — сюзеренами Транкавелей. В 1223 году, на службе у графа Нуньо Санчеса, во время одной из междоусобных войн, он командует гарнизоном руссильонской столицы, Перпиньяна, обороняя его от другого вассала Арагона, Гильома де Монкада, чьим пленником он и становится во время одной из вылазок.

## Восстание в Лангедоке
При дворе Нуньо Санчеса сеньор де Барбера встречает других «великих файдитов» — Оливье де Термеса и молодого Раймунда Транкавеля, вернувшего (в 1220—1224 годах) и вновь потерявшего (в 1226—1227 годах) свои четыре виконтства Безье-Альби-Каркассон-Разес. В 1229 г. отправляется вслед за Нуньо Санчесом и королём Хайме I, сыном погибшего при Мюре Педро Арагонского и двоюродным братом Транкавеля, на завоевание острова Майорка. Видимо, именно в битвах за Майорку в 1229—1231 годах Шабер и получает своё прозвище «Leo de combat» (Лев битвы), отличившись военным опытом и редкостной отвагой.
13 сентября 1229 года он сражается бок о бок с самим королём в сражении при Портопи, завершившемся победой арагонцев, а во время осады цитадели Аль-Майурга Шабер прославился тем, что возвёл «кота» (осадное орудие) и разработал план подземных ходов. В награду катарский изгнанник получает земли в Руссильоне и Фенуйедес (в т.ч. замок Пюилоран), и в 1233 году женится на Сибилле де Паркольс. Детьми его от этого брака были дочь Шаберта и сын Гильом Бернар.
В 1235 году инквизитор Феррер (тот самый, который впоследствии будет допрашивать оставшихся в живых защитников Монсегюра) отлучает Шабера де Барбера от церкви — хоть Шабер и был катарским верующим, но отлучение влекло за собой чисто практические негативные последствия. Известно, что на допросе де Барбера признал свои еретические убеждения без принуждения.
В 1240 году сеньор де Барбера вместе с Оливье де Термес принимает участие в восстании файдитов под предводительством Раймунда Транкавеля, конечной целью которого было отвоевать Каркассон и освободить владения виконта, тогда ещё законные, от захватчиков. Поначалу файдитам сопутствовала удача — де Барбера захватил крепости Агилар и Монреаль, аббатство Монтольё. Осада Каркассона началась 9 сентября; и хоть армия файдитов и заняла каркассонские предместья Сан-Висенс и Сан-Микель, не без помощи жителей, крепость Сите, занятая гарнизоном французского сенешаля, продержалась до подхода подкреплений короля Людовика — 12 октября окситанцы сняли осаду. Но и это не было крахом надежд файдитов — в 1242 году Транкавель, а вместе с ним и де Барбера, присоединяются к восстанию Раймунда VII. После окончательного поражения и подчинения графа Тулузы Шабер де Барбера возвращается в Руссильон.

## Последующая жизнь
В 1243 году виконт Пейре де Фенуйет назначает Шабера опекуном своего сына Юга де Сейссака; де Барбера, таким образом, становится наиболее влиятельным сеньором области Фенуйедес, и фактически главнокомандующим рыцарей-файдитов, которые ещё 12 лет будут сопротивляться королевским войскам — особенно в замках Пюилоран, Фенуйет и Керибюс.
Арагонский доминиканец Рамон де Пеньяфорт, по просьбе католического короля Хайме I Арагонского, ходатайствует перед самим Папой за катарского верующего, ссылаясь на военные заслуги перед христианством и раскаяние в ереси (доподлинно не известно было ли таковое). Шабер де Барбера получает Папское прощение, и с него и его семьи снимают отлучение от церкви. Тем не менее, Шабер де Барбера только в 1255 г. сдаёт замок Керибюс, последнее «орлиное» гнездо файдитов, королю Франции Людовику и его верному слуге Оливье де Термес, бывшему соратнику Шабера, перешедшему на сторону французской короной в 1247 году, утратив надежду на победу файдитов. А в 1258 году по Корбейскому договору между Людовиком и Хайме к Франции отходит вся область Фенуйедес. Шабер де Барбера возвращается в Руссильон, где заключает второй брак с Эсклармондой де Конат. От второго брака у него будет ещё двое детей, сын Шабер и дочь Элисенда.
Шабер прожил очень долгую для своей эпохи жизнь — последнее упоминание о нём мы встречаем в 1275 году, когда он присутствовал на свадьбе короля Майорки Хайме II и Эсклармонды де Фуа, правнучки Раймунда Роже де Фуа. На тот момент ему было 90 лет, и он был в добром здравии и твёрдой памяти.
Со смертью Шабера де Барбера заканчивается и движение файдитов: концу XIII века защитников катарской церкви практически не осталось.